# Duets (album de Jerry Lee Lewis)
Pour les articles homonymes, voir Duets.
Albums de Jerry Lee Lewis
Million Dollar Quartet album collaboratif
(1956) Class of '55 album collaboratif
(1986)
Duets, sous-titré Jerry Lee Lewis and friends est un album collaboratif de Jerry Lee Lewis, enregistré sous le label Sun Records et sorti en 1979. L'album est publié à la suite du décès d'Elvis Presley.
Cet album est enregistré en duo avec Jimmy "Orion" Ellis, sosie vocal d'Elvis Presley.

## Liste des chansons
1. Save the Last Dance for Me (Doc Pomus/Mort Shuman) 1:51
2. Sweet Little Sixteen (Chuck Berry) 2:57
3. I Love You Because (en) (Leon Payne) 1:55
4. What'd I Say (Ray Charles) 3:24
5. Good Rockin' Tonight (Roy Brown) 2:46
6. C.C. Rider 2:49
7. Be-Bop-A-Lula (Tex Davis / Gene Vincent) 2:29
8. Good Golly Miss Molly (Little Richard) 2:21
9. It Won't Happen with Me (Ray Evans) 3:01
10. Cold, Cold Heart (Hank Williams) 3:08
11. Hello Josephine (Dave Bartholomew / Fats Domino) 1:42
12. Money (That's What I Want) (Janie Bradford (en)/Berry Gordy) 2:07